# 贝桑地区皮托
贝桑地区皮托（法語：Putot-en-Bessin，法語發音：[pyto ɑ̃ bɛsɛ̃] ⓘ）是法国卡尔瓦多斯省的一个旧市镇，属于卡昂区。2017年，贝桑地区皮托与临近的5个市镇合并为新市镇蒂和米。

## 地理
贝桑地区皮托（49°12'43"N, 0°32'26"W）面积3.51 平方千米，位于法国诺曼底大区卡爾瓦多斯省，该省份为法国西北部沿海省份，北濒大西洋英吉利海峡，东北与滨海塞纳省以海上边界相接，东临厄尔省，南至奧恩省，西与芒什省接壤。
与贝桑地区皮托接壤的市镇（或旧市镇、城区）包括：布雷特维尔-洛格约斯、布鲁艾、卢塞勒、勒梅尼勒帕特里、圣克鲁瓦格朗托讷、圣芒维厄-诺雷。

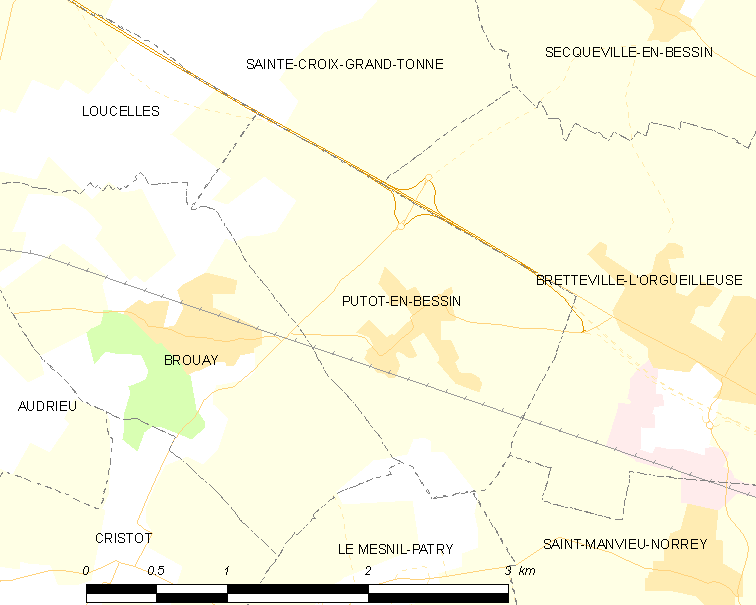
贝桑地区皮托的OSM定位图

贝桑地区皮托的时区为UTC+01:00、UTC+02:00（夏令时）。

## 行政
贝桑地区皮托的邮政编码为14740，INSEE市镇编码为14525。

## 政治
贝桑地区皮托所属的省级选区为蒂和米县。

## 人口

1962-2008年间贝桑地区皮托人口变化图示

贝桑地区皮托于2018年1月1日时的人口数量为432人。